# Marc René d’Argenson
Marc René de Voyer de Paulmy, marquis d’Argenson (* 4. November 1652 in Venedig; † 8. Mai 1721 in Paris) war ein französischer Staatsmann.

## Leben und Wirken
Er war der Sohn von René Voyer de Paulmy d’Argenson, eines französischen Gesandten in Venedig, und Marguerite Houllier de la Poyade (* 1635). Er hatte einen Bruder namens François Hélie de Voyer de Paulmy d’Argenson. Im Jahre 1693 heiratete er Marguerite Le Fèvre de Caumartin (1672–1719), mit der er drei Kinder hatte:
1. Marie-Catherine (1693–1735)
2. René Louis d’Argenson (1694–1757)
3. Marc-Pierre d’Argenson (1696–1764).

Marc René d’Argenson war von 1697 bis 1718 Staatsminister und als Nachfolger von Gabriel Nicolas de la Reynie der zweite Generalleutnant der Polizei (lieutenant général de police). In dieser Funktion bekämpfte er die Jansenisten und ließ im Jahre 1709 die Nonnen von Port-Royal des Champs vertreiben.
Vom 28. Januar 1718 bis zum 7. Juni 1720 war er Präsident des Finanzkonseils und Siegelbewahrer von Frankreich. Er befürwortete die Law’schen Finanzoperationen und trat nach Platzen der Mississippi-Blase im Jahr 1720 von allen Ämtern zurück.
Er besuchte häufig den Salon von Madame Claudine Guérin de Tencin, der er auch persönlich sehr nahestand.
1716 wurde er Ehrenmitglied der Académie des sciences.